# 生态中心主义
生态中心主义是环境哲学家和生态学家奥尔多·利奥波德等人提出的一種价值观体系，他們主張應該以自然为中心，與此相对的主張是以人为中心的人類中心主義。 